# Abietinaria laevimarginata
Abietinaria laevimarginata is een hydroïdpoliep uit de familie Sertulariidae. De poliep komt uit het geslacht Abietinaria. Abietinaria laevimarginata werd in 1907 voor het eerst wetenschappelijk beschreven door Ritchie. 